# Mena (cràter)
Mena és un cràter d'impacte en el planeta Mercuri de 15 km de diàmetre. Porta el nom del poeta espanyol Juan de Mena (1411-1456), i el seu nom va ser aprovat per la Unió Astronòmica Internacional el 1976.